# Independence Hall
Independence Hall je historicky významná budova ve Philadelphii v americkém státě Pensylvánie, dějiště důležitých událostí v dějinách USA.
Budova byla postavena v roce 1741 pod názvem Pennsylvania State House pro potřeby vlády Pensylvánie, tehdy ještě jedné z třinácti kolonií v Severní Americe. Ve zvonici byl v letech 1752 až 1876 Liberty Bell (Zvon svobody). V letech 1775 až 1789 se zde setkával druhý kontinentální kongres, který v roce 1776 přijal Deklaraci nezávislosti Spojených států vypracovanou Thomasem Jeffersonem. Tento akt dal Independence Hall dnešní jméno.
V roce 1787 se zde sešlo ústavodárné shromáždění USA, které přijalo Ústavu Spojených států.
Independence Hall je vyobrazena na zadní straně stodolarové bankovky.